# Dead Glacier
Der Dead Glacier (englisch; polnisch Martwy Lodowiec ‚Toter Gletscher‘) ist ein kleiner, unbeweglicher Gletscher auf King George Island im Archipel der Südlichen Shetlandinseln. Ursprünglich floss er zwischen den Hügeln Baszta und Bastion zur Admiralty Bay.
Polnische Wissenschaftler benannten ihn nach seiner erlahmten Fließaktivität.